# Timex Sinclair
Timex Sinclair était une coentreprise entre la société britannique Sinclair Research et Timex Corporation dans le but de pénétrer sur le marché en pleine expansion des ordinateurs domestiques en Amérique du Nord au début des années 1980.
Le choix du partenariat était naturel, puisque Timex était déjà le principal contractant pour la fabrication des ordinateurs ZX81 et ZX Spectrum de Sinclair dans son usine écossaise de Dundee. Cependant, c'est Timex Portugal qui s'est chargée de la recherche et du développement ainsi que de la fabrication locale des modèles destinés à être exportés aux États-Unis. Bien que Timex Écosse et Timex Portugal soient toutes deux des filiales à part entière de Timex, la rivalité interne, qu'elle soit intentionnelle ou non, a entraîné une faible coopération entre les deux usines.
Timex Portugal a également vendu les modèles Timex Sinclair au Portugal et en Pologne sous la marque Timex Computer.

## Produits
Timex Sinclair a commercialisé quatre ordinateurs, tous basés (dans une certaine mesure) sur les machines existantes de Sinclair Research. Par ordre chronologique :
- TS1000, essentiellement un ZX81 modifié avec 2 kilooctets de mémoire vive ;
- TS1500, un TS 1000 avec 16 kilooctets de mémoire vive, un boîtier et un clavier semblables à ceux du ZX Spectrum ;
- TS2068 (en), une machine basée sur le ZX Spectrum avec des améliorations, notamment un port de cartouche pour concurrencer les consoles de jeux vidéo, ce qui a entraîné une faible compatibilité avec les logiciels développés pour l'ordinateur original (son petit frère européen, le TC2068, présentait une compatibilité améliorée avec le ZX Spectrum) ;
- TC2048 (en), une machine basée sur le ZX Spectrum avec un clavier semblable au TS 2068 (non vendu aux États-Unis).

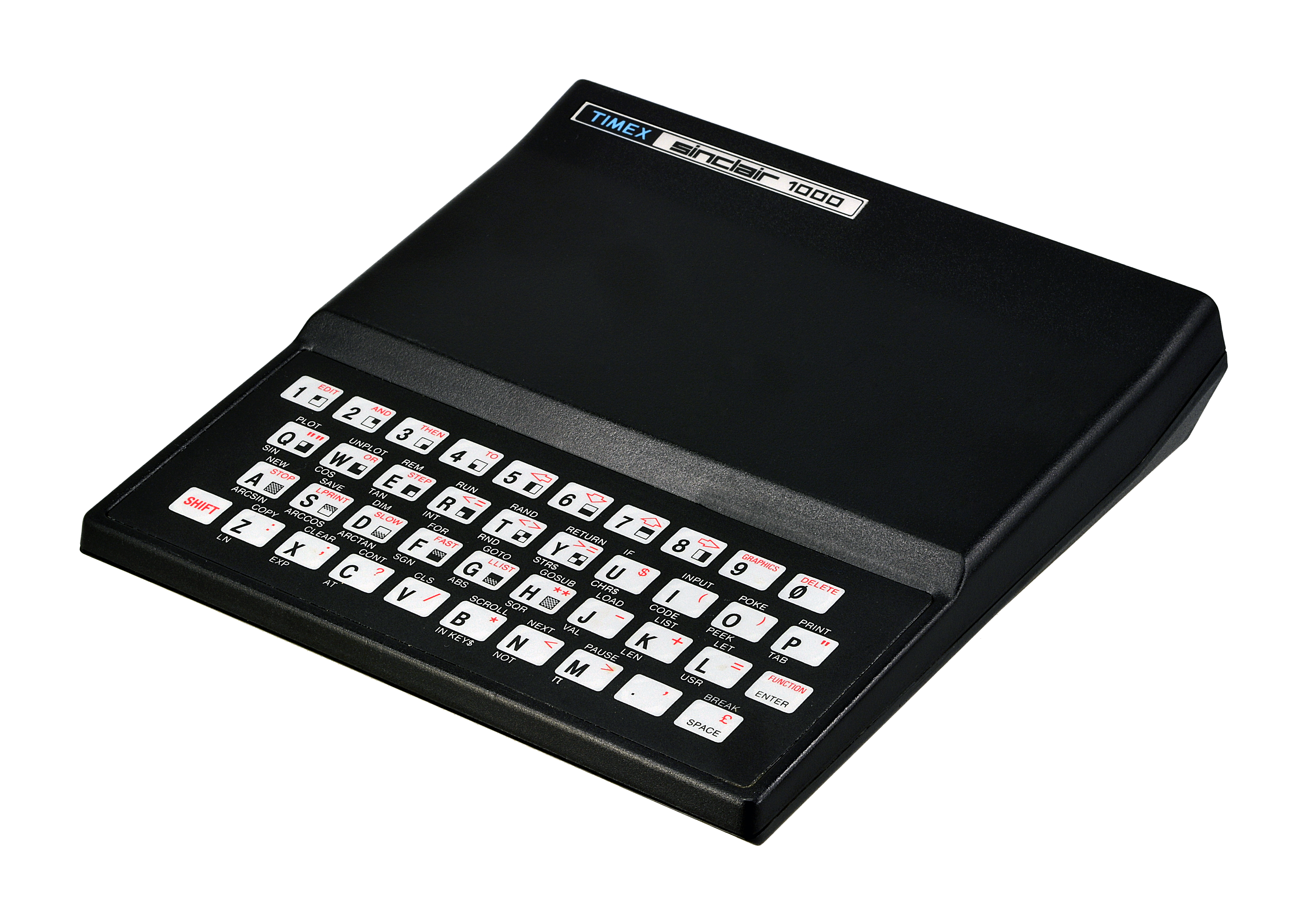
TS1000
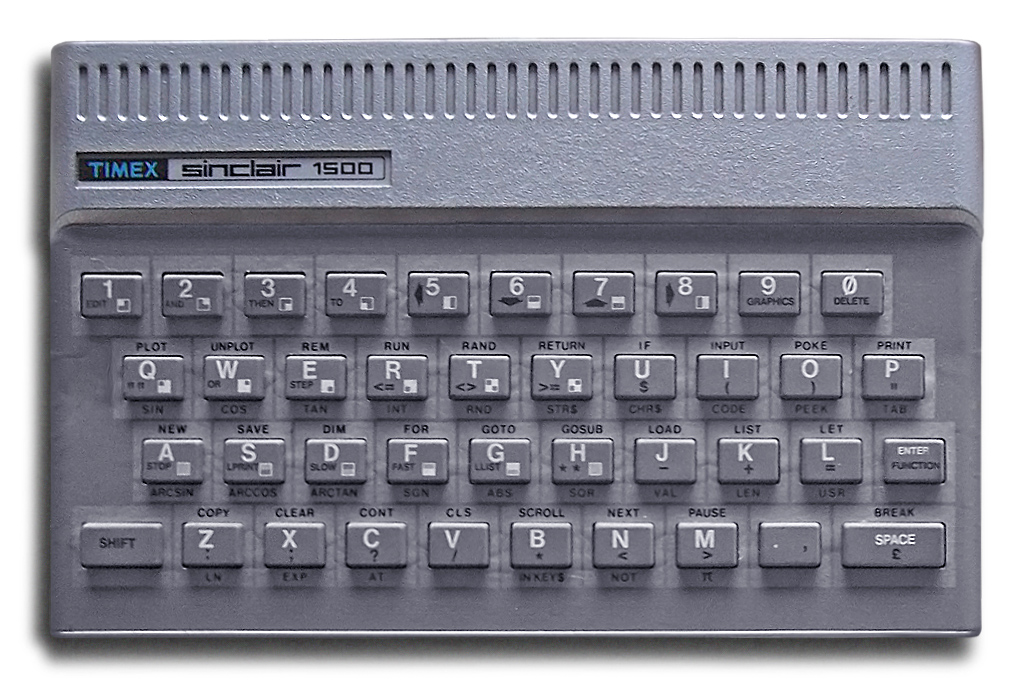
TS1500
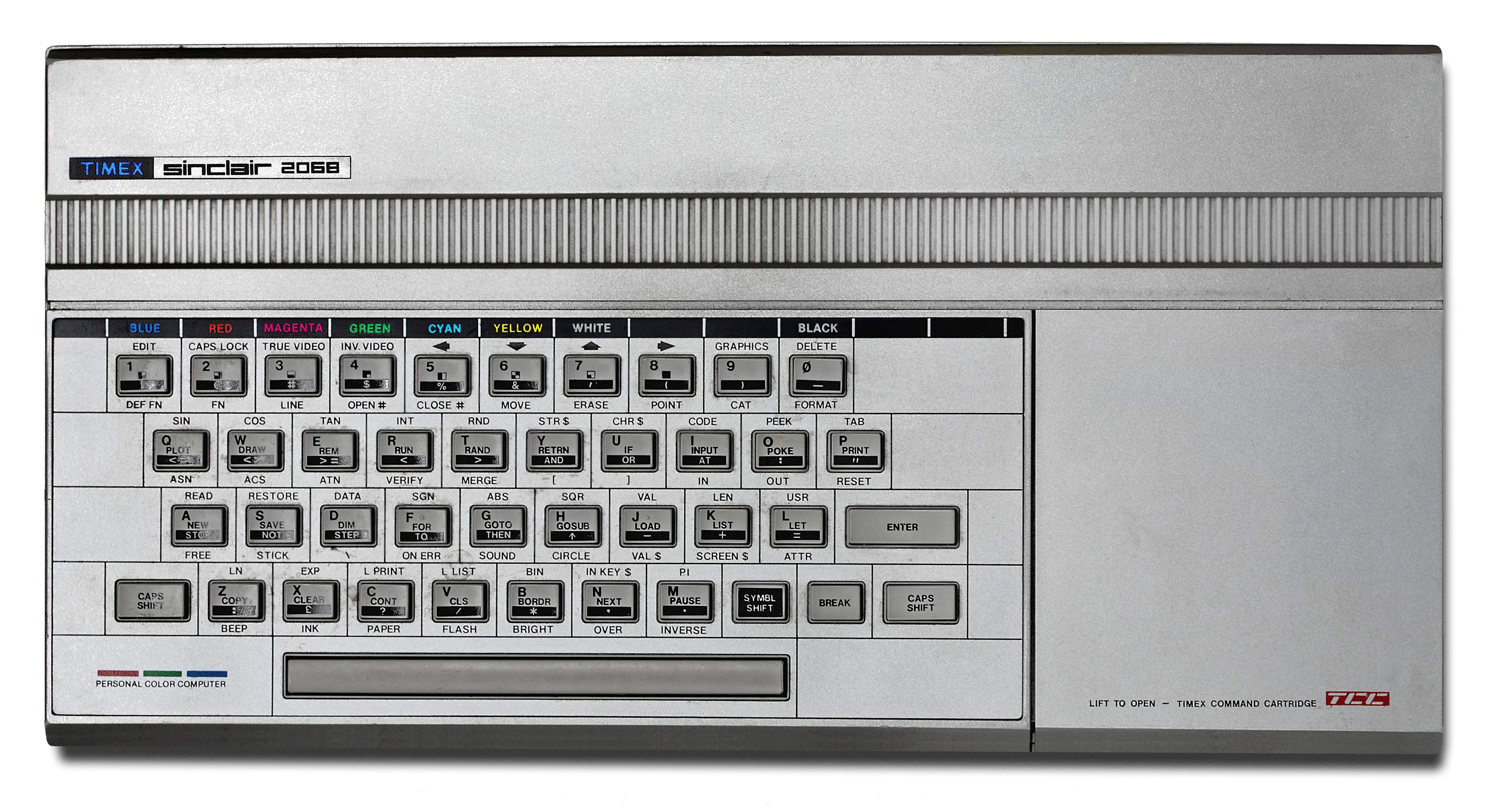
TS2068
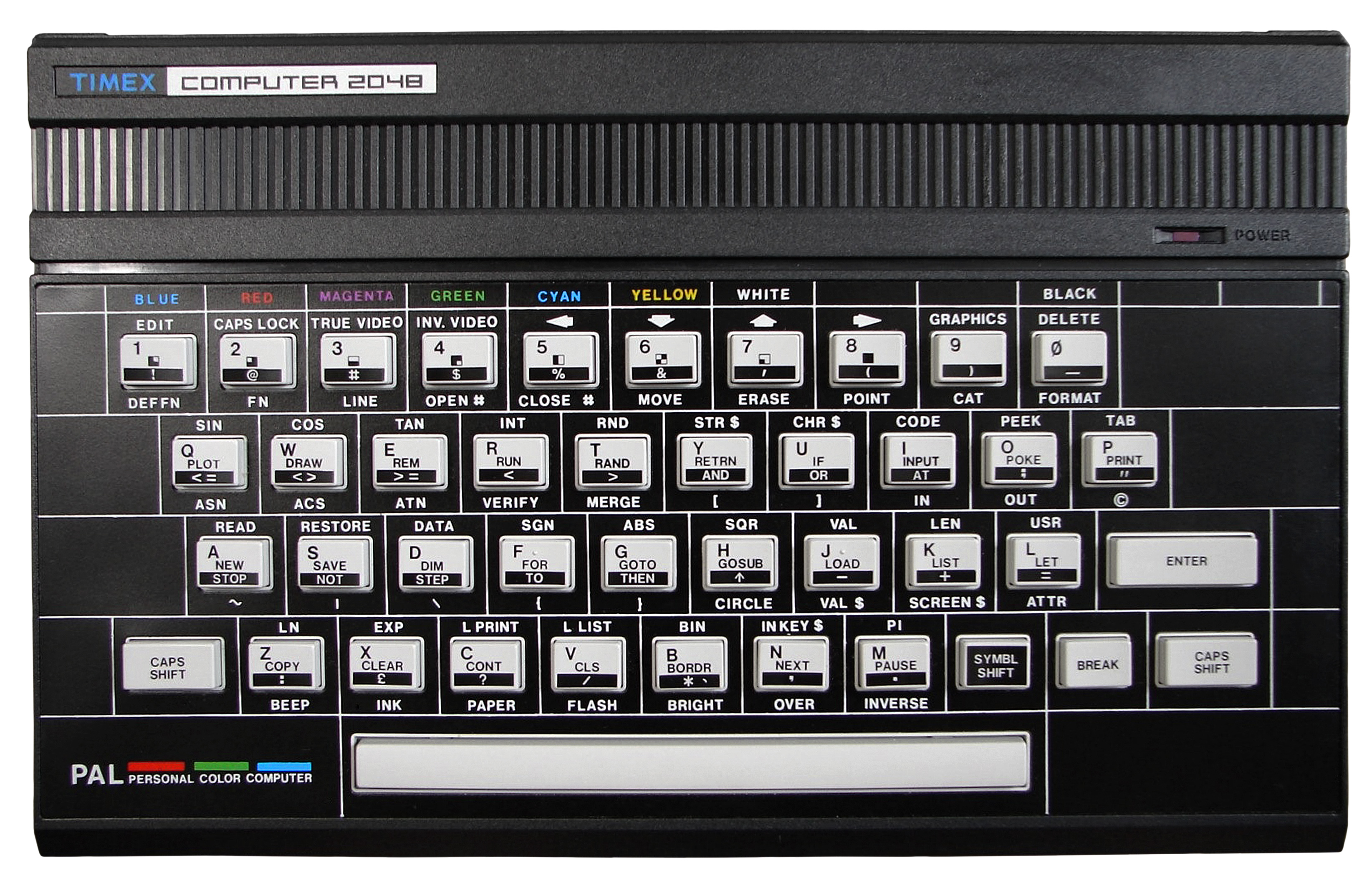
TC2048

Le TS1000 a été lancé en juillet 1982, Timex Sinclair le présentant comme le premier ordinateur domestique à coûter moins de 100 dollars sur le marché américain. Malgré les défauts des premières versions, un demi-million d'unités ont été vendues au cours des six premiers mois. Mais, dans l'ensemble, les ordinateurs Timex Sinclair américains étaient loin d'avoir le même succès que leurs géniteurs britanniques. Contrairement au ZX Spectrum, qui était l'ordinateur le plus vendu en Grande-Bretagne à l'époque, le TS2068 fut un échec relatif, en raison du fait que Timex a quitté le secteur des ordinateurs avant l'introduction du TS2068 (et du TS1500).
Timex s'est retirée du marché américain des ordinateurs domestiques en février 1984, mais Timex Portugal a continué à fabriquer, vendre et développer du matériel au Portugal et en Pologne pendant dix ans. Lorsque Timex Portugal a cessé ses activités, le TC3256 était prêt à être lancé. Il avait été conçu comme la troisième génération de Timex Computer Technology.

## Périphériques
Timex Sinclair a produit ou annoncé les périphériques suivants pour la gamme d'ordinateurs Timex :
- TS1016 - Pack de 16 kilooctets de mémoire vive pour utilisation sur un TS1000 (peut aussi être utilisé sur un TS1500) ;
- TS1050 - Pas un vrai périphérique, mais une valise pour transporter le TS1000, les cassettes et les périphériques ;
- TS1510 - Un lecteur de cartouches pour TS1500 (peut être utilisé sur le TS1000 avec un pack de 16 kilooctets de mémoire vive) ;
- TS2020 - Enregistreur de bande magnétique analogique ;
- TS2040 - Imprimante thermique ;
- TP2040 - Imprimante thermique (variante de marque, avec Printer au lieu de Sinclair) ;
- TS2050 - Modem de communication ;
- TS2060 - Unité d'expansion de bus (vaporware) ;
- TS2065 - Microdrives (vaporware) ;
- TS2080 - Imprimante matricielle de 80 colonnes (vaporware) ;
- TS2090 - Joystick à utiliser sur les ports internes du TS2068.

Timex Computer (TMX Portugal) a produit les périphériques suivants pour la gamme d'ordinateurs Timex :
- TS1040 - Une alimentation électrique multivoltage (imprimante + magnétophone (TS2020) + TS1000 + TC2048/2068) ;
- TC2010 - Un magnétophone numérique ;
- TC2080 - Une imprimante matricielle à points de 80 colonnes en série ;
- Timex FDD - Un ordinateur réduit (sans fonctions d'affichage) qui peut être utilisé comme contrôleur de disquettes ;
- Timex FDD3000 - Un ordinateur réduit (sans fonctions d'affichage) qui peut être utilisé comme contrôleur de disquettes (un Timex FDD amélioré) ;
- Timex Terminal 3000 - Un ordinateur réduit (sans fonctions d'affichage) pouvant être utilisé comme terminal CP/M avec le FDD3000 ;
- Timex RS232 - Une interface série RS232;
- Sound/Joystick Unit - Un amplificateur de son pour les sons SLCD et une interface Joystick Kempson.

TMX Portugal a également vendu le TS2040 et l'a ensuite renommé Timex Printer 2040.
Pour exporter l'ordinateur Timex en Pologne (sous le nom d'Unipolbrit UK2086 (en)), Timex Portugal devait être payée en marchandises. Elle a choisi d'importer l'écran d'ordinateur monochrome vert Neptun 156 12 pouces, fabriqué en Pologne par la société Unimor. Basé sur le récepteur TV Vela, il s'est avéré très populaire au Portugal et a été fréquemment vendu en offre groupée avec les ordinateurs TC.

## Logiciels
Timex Portugal a vendu/développé les logiciels suivants :
- TOS - Système d'exploitation pour le FDD/FDD3000 connu sous le nom de Timex Operating System ;
- CP/M for FDD3000 - Système d'exploitation avancé pour le FDD3000 ;
- Basic 64 - Extensions Basic pour les modes vidéo supplémentaires ;
- Timeword - Un traitement de texte en cartouche qui peut être sauvegardé sur les disques TOS ou sur un magnétophone.